# El Salvador, Zacatecas
El Salvador là một đô thị thuộc bang Zacatecas, México. Năm 2005, dân số của đô thị này là 2866 người.